# Акбаев, Алибек Анзорович
Алибек Анзорович Акбаев (карач.-балк. Акбайланы Анзорну джашы Алибек) (род. 22 августа 1989 или 17 июня 1989, Сторожевая, Ставропольский край) — российский борец вольного стиля, бронзовый призёр чемпионата России 2016 года, входит в состав сборной команды страны.

## Биография
Родился 17 июня 1989 года в станице Сторожевая, Зеленчукского района КЧР в семье Акбаевых Анзора Токалаевича и Зои Абугалиевны. Младший брат борцов-чемпионов Рената и Хусея. Живёт и тренируется в Карачаевске.

## Спортивная карьера
Мастер спорта России по вольной борьбе.
- 2016 — бронзовый призёр чемпионата России[1]. С этого же года выступает за сборную России по вольной борьбе[2].